# یواس‌اس ویرجینیا (سی‌جی‌ان-۳۸)
یواس‌اس ویرجینیا (سی‌جی‌ان-۳۸) (به انگلیسی: USS Virginia (CGN-38)) یک کشتی بود که طول آن ۵۸۵ فوت (۱۷۸ متر) بود. این کشتی در سال ۱۹۷۴ ساخته شد.